# Frederik Christian von Krogh
Frederik (Friderich) Christian von Krogh (født 13. april 1790 på Åstrupgård i Åstrup Sogn, død 28. december 1867 i Kiel) var en dansk amtmand, bror til overforstmester Frederik Ferdinand von Krogh, overførster Caspar Hermann von Krogh, amtmand Godske von Krogh og general Christoph von Krogh.
Han var søn af Frederik Ferdinand von Krogh, blev 1814 auskultant i Rentekammeret, 1815 kammerjunker og fra 1819 amtmand i Sønderborg og Nordborg Amter. 1828 blev von Krogh kammerherre, 1830 amtmand i Tønder Amt og blev af den provisoriske slesvig-holstenske regering afsat 1848, idet von Krogh var helstatsmand. Han blev 1840 Ridder af Dannebrog, 1841 Dannebrogsmand og 1846 Kommandør af Dannebrog.
Von Krogh blev gift den 15. maj 1820 på Lerchenborg med komtesse Cornelia Sophie Lerche, datter af lensgreve Christian Cornelius Lerche og Ulrikka Sophie von Levetzow (9. april 1798 på Lerchenborg – 6. december 1873 i Kiel).